# Wolfsegg am Hausruck
Wolfsegg am Hausruck osztrák mezőváros Felső-Ausztria Vöcklabrucki járásában. 2018 januárjában 1982 lakosa volt.

## Elhelyezkedése

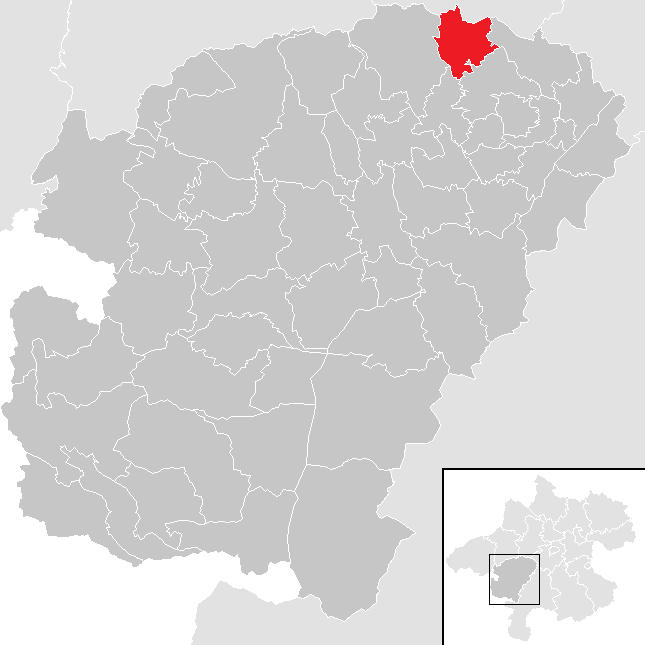
Wolfsegg am Hausruck a Vöcklabrucki járásban

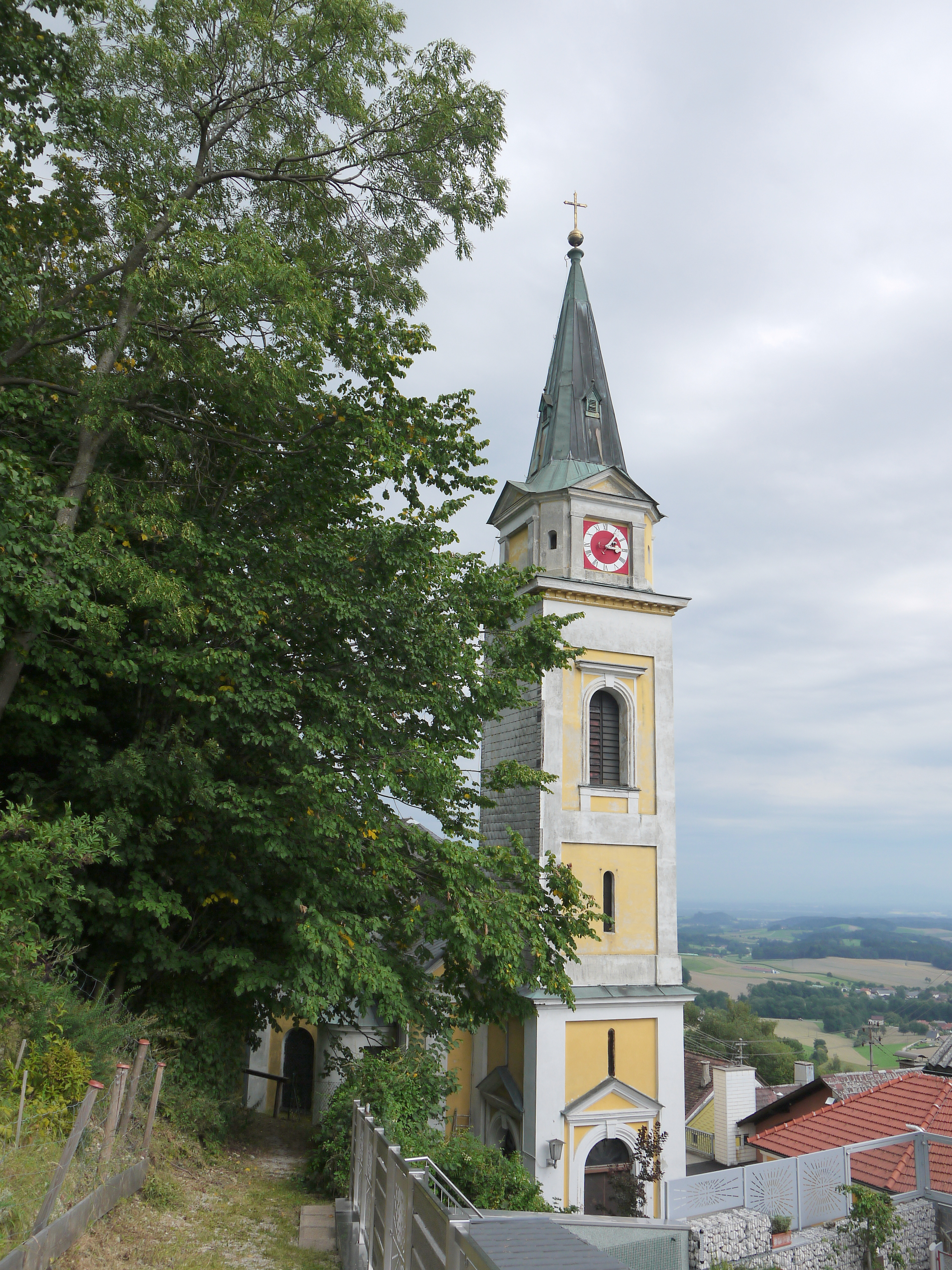
A Szt. György-plébániatemplom

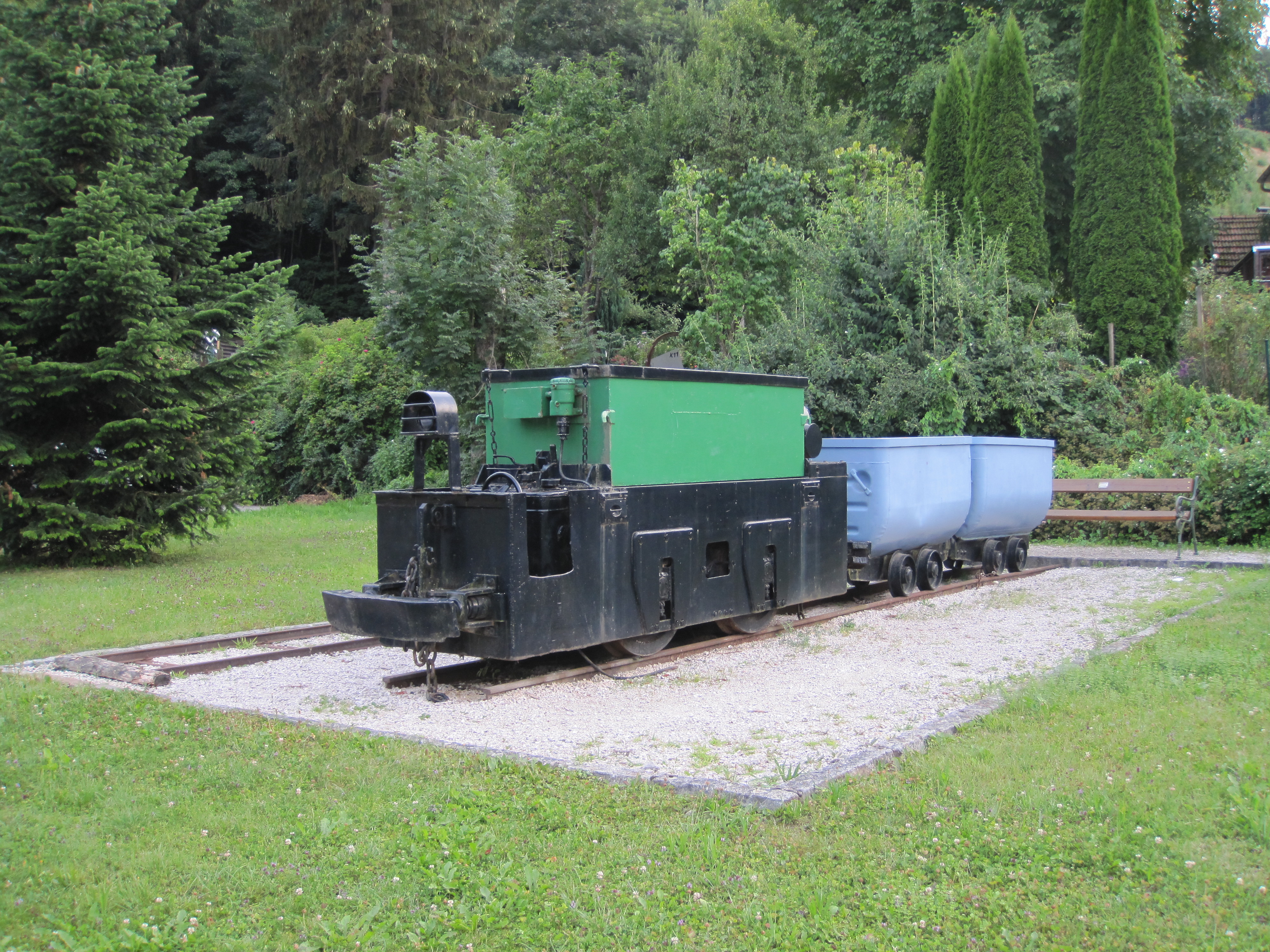
A szénbánya emlékműve

Wolfsegg am Hausruck Felső-Ausztria Hausruckviertel régiójában fekszik a Hausruck dombságán. Területének 22,7%-a erdő, 64,7% áll mezőgazdasági művelés alatt. Az önkormányzat 18 falut és településrészt egyesít: Deisenham (53 lakos 2018-ban), Friesam (131), Gstaudet (18), Hauxmoos (53), Hueb (118), Imling (26), Kohlgrube (131), Kühnberg (117), Litzlfeld (33), Schlaugenham (80), Schlaugenholz (9), Steinpoint (33), Unterkienberg (13), Waid (26), Waidring (42), Watzing (78), Wilding (26) és Wolfsegg am Hausruck (995).
A környező önkormányzatok: keletre Niederthalheim, délkeletre Atzbach, délre Manning, nyugatra Ottnang am Hausruck, északnyugatra Geboltskirchen, északra Gaspoltshofen. 

## Története
A mezőváros területe eredetileg a Bajor Hercegség keleti határvidékén feküdt, a 12. században került át Ausztriához. Wolfsegg várát a 9. században alapították az avar, később a magyar betörések ellen. Első írásos említése 1161-ből származik. 1291-ben Habsburg Albert szerezte meg az uradalom felét; a másik fele 1328-ban került hercegi kézre. III. Albert 1389-ben az akkor már mezővárosnak különleges privilégiumokat adományozott. Az Osztrák Hercegség 1490-es felosztásakor Wolfsegg az Enns fölötti Ausztria része lett. 
1610-ben egy csapat passaui katona kifosztotta és felgyújtotta a várat és a települést. A harmincéves háború során 1620-ban a bajorok szállták meg a mezővárost, amely nyolc éven át az uralmuk alatt volt. 1625-ben a parasztok fellázadtak a bajorok ellen; a felkelés utolsó csatáját Wolfseggnél vívták.  
1760-ban barnaszénteléreket találtak a település mellett, amely 1785-ben vált önálló egyházközséggé. A lignit bányászata 1786-ban kezdődött el. A napóleoni háborúk során, 1801-ben a franciák megszállták Wolfsegget; 1809-ben pedig a francia bábállam Bajorországhoz csatolták.
1864-ben egy tűzvész a település nagy részét elpusztította. 
A köztársaság 1918-as megalakulásakor Rutzenhamot Felső-Ausztria tartományhoz sorolták. Miután Ausztria 1938-ban csatlakozott a Német Birodalomhoz, az Oberdonaui gau része lett; a második világháború után visszakerült Felső-Ausztriához. A szénbányát 1966-ban bezárták.

## Lakosság
A Wolfsegg am Hausruck-i önkormányzat területén 2018 januárjában 1982 fő élt. A lakosságszám a szénbánya bezárásáig 2500 fő, azóta 2000 fő körül ingadozik. 2016-ban a helybeliek 89,6%-a volt osztrák állampolgár; a külföldiek közül 1,2% a régi (2004 előtti), 6,1% az új EU-tagállamokból érkezett. 1% a volt Jugoszlávia (Szlovénia és Horvátország nélkül) vagy Törökország, 2% egyéb országok polgára. 2001-ben a lakosok 86,7%-a római katolikusnak, 3,2% evangélikusnak, 1,3% mohamedánnak, 7,3% pedig felekezeten kívülinek vallotta magát. Ugyanekkor egy magyar élt a mezővárosban. 

## Látnivalók
- a wolfseggi várat a 17. században kastéllyá alakították.
- a Szt. György-plébániatemplom
- a békemúzeum

## Fordítás
- Ez a szócikk részben vagy egészben  a   Wolfsegg am Hausruck című német Wikipédia-szócikk ezen változatának fordításán alapul.  Az eredeti cikk szerkesztőit annak laptörténete sorolja fel. Ez a jelzés csupán a megfogalmazás eredetét és a szerzői jogokat jelzi, nem szolgál a cikkben szereplő információk forrásmegjelöléseként.